# Ríos Rosas (metrostation)
Ríos Rosas is een metrostation in het stadsdeel van de Spaanse hoofdstad Madrid. Het station werd geopend op 17 oktober 1919 en wordt bediend door lijn 1 van de metro van Madrid.